# حکت
حِکِت در اساطیر مصر باستان، به عنوان ایزدبانوی باروری پنداشته می شده‌است. بعد طغیان رود نیل میلیون‌ها قورباغه در رود نیل ظاهر می شده‌است بنا بر این حکت را خدای باروری نهادند. حکت را غالباً زن خنوم و زندگی بخش همه زادگان وی می‌پنداشتند. او بود که حتشپسوت را هستی بخشید و با چرخ سفالگری خود شکل داد. 

## نمادشناسی
این خدابانو را به شکل قورباغه (وزغ) یا زنی با سر قورباغه به تصویر می‌کشیدند.